# Scopula pulverosa
Scopula pulverosa là một loài bướm đêm trong họ Geometridae.